# Societat d'Agricultura de l'Empordà
La Societat d'Agricultura de l'Empordà fou una associació fundada l'any 1845 per Narcís Fages de Romà (1813-1884), membre d'una important família amb avantpassats de notaris i d'advocats de Figueres. Aquesta institució va ser la primera d'Espanya del seu gènere, i després es va integrar a l'Institut Agrícola Català de Sant Isidre.
Entre altres coses, la Societat d'Agricultura de l'Empordà, junt amb la Granja-Escola de Fortianell, va promoure, per tal d'introduir a la comarca nous conreus, la rompuda de prats i closes de l'Empordà (les closes són, en la denominació popular, prats seminaturals que, des de molt antic, s'han utilitzat per obtenir herba per al bestiar, ja sigui de forma directa, mitjançant la pastura - closa de pastura - o, indirectament, mitjançant el dall - closa de dall -).